# Cambaytheriidae
De Cambaytheriidae zijn een familie van uitgestorven zoogdieren die nauw verwant zijn aan de onevenhoevigen. De dieren uit deze groep leefden tijdens het Vroeg-Eoceen in Indo-Pakistan. Het waren herbivoren met het formaat van een varken. Tot de Cambaytheriidae behoren Cambaytherium, Kalitherium en Nakusia.
De eerste fossielen van dieren uit de Cambaytheriidae werden in 2005 beschreven. Verwantschap met de onevenhoevigen werd destijds al vermoed. In latere jaren werd classificatie bij de Tethytheria gesuggereerd. Nieuw materiaal toonde aan dat de Cambaytheriidae, evenals de Anthracobunidae die in dezelfde periode in dezelfde regio leefden, dicht bij de oorsprong van de onevenhoevigen staan. Na de verbinding tussen de Indische plaat met de Eurazische plaat in het Vroeg-Eoceen, verspreidden de vroege onevenhoevigen zich over de noordelijke continenten.